# Loi de Bushnell

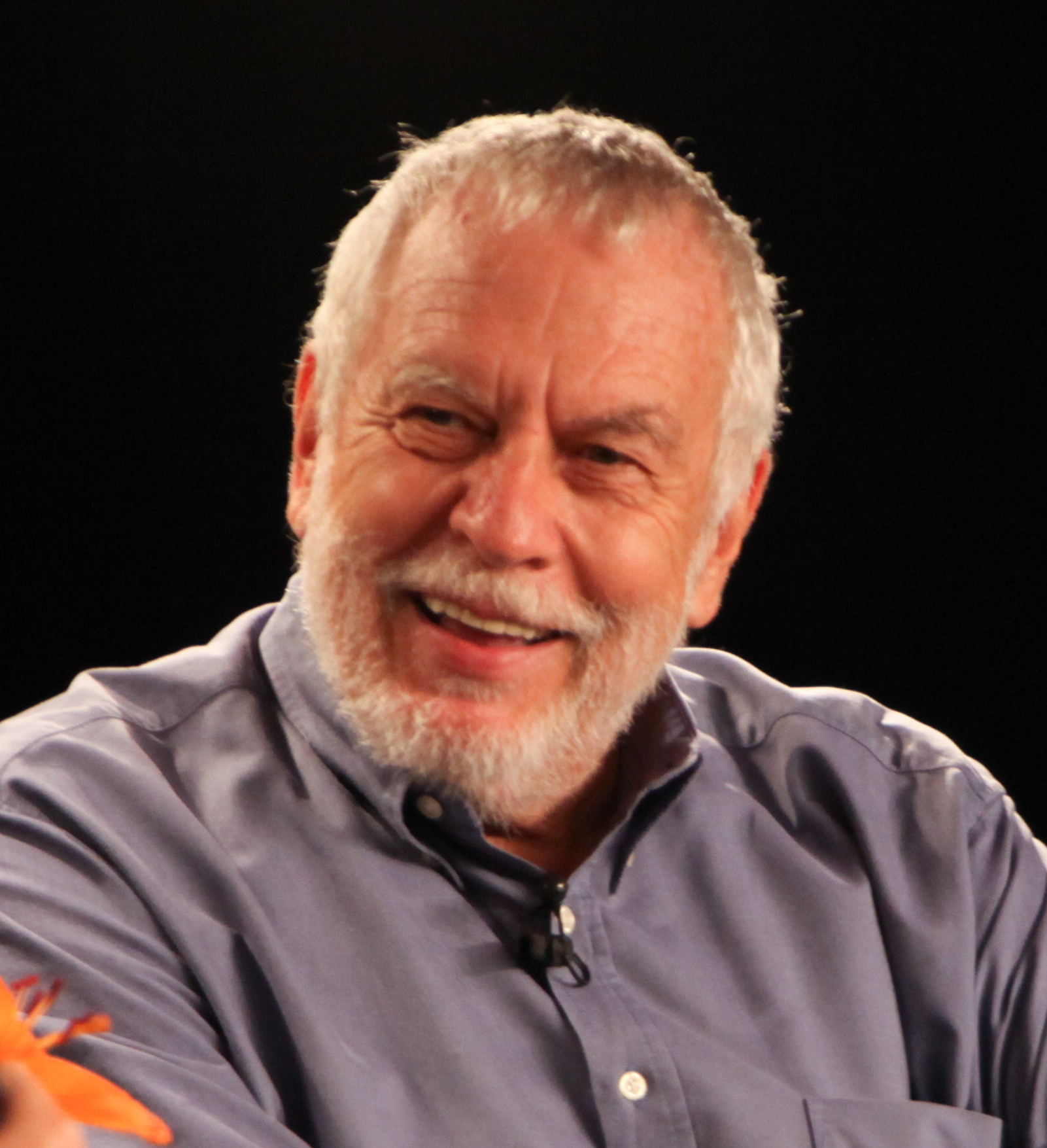
Nolan Bushnell en 2013.

La loi de Bushnell ou loi de Nolan est un aphorisme de Nolan Bushnell à propos du jeu vidéo :
« All the best games are easy to learn and difficult to master. They should reward the first quarter and the hundredth. »
— Nolan Bushnell
        
« Les meilleurs jeux sont ceux qui sont faciles à appréhender mais difficile à maîtriser. Un tel jeu sait récompenser aussi bien les débutants complets que les experts. »
Ce principe de game design est souvent repris par la formule « facile à apprendre, difficile [presque impossible] à maîtriser », une vision que certains développeurs et studios ont adopté comme principe fondateur (par exemple, Blizzard Entertainment,).
Le concepteur et critique de jeu vidéo Ian Bogost a produit un argumentaire par lequel il enjoint de dépasser ce principe, qui serait selon lui plus fondamentalement lié à un phénomène addictif que de récompense, et ne serait par conséquent ni valorisant ni porteur d'innovation.